# Magenta (Frankrijk)
Magenta is een gemeente in het Franse departement Marne (regio Grand Est). De oppervlakte bedraagt 0,9 km², de bevolkingsdichtheid is 1979 inwoners per km². Magenta telde op 1 januari 2022 1.686 inwoners.

## Geografie
De oppervlakte van Magenta bedroeg op 1 januari 2022 0,97 vierkante kilometer; de bevolkingsdichtheid was toen 1.738,1 inwoners per km².

## Demografie
Onderstaande figuur toont het verloop van het inwonertal (bron: INSEE-tellingen).